# Resolució 468 del Consell de Seguretat de les Nacions Unides
La Resolució 468 del Consell de Seguretat de les Nacions Unides, fou aprovada el 8 de maig de 1980. Després de recordar les Convencions de Ginebra, el Consell va expressar la seva preocupació per l'expulsió dels alcaldes d'Hebron i Halhoul, així com el jutge de xaria d'Hebron per les forces d'ocupació israelianes.
La resolució va instar a Israel a rescindir les "mesures il·legals" i a facilitar el retorn dels individus afectats per reprendre les funcions que van ser elegides o nomenades per fer. El Consell també va demanar al Secretari General de les Nacions Unides que vigilés contínuament l'aplicació de la resolució.
Es va aprovar la resolució 468 amb 14 vots a favor de cap i l'abstenció dels Estats Units.